# Paulo Roberto Falcão
Paulo Roberto Falcão (Abelardo Luz (Santa Catarina), 16 oktober 1953) is een Braziliaanse ex-voetballer. Hij wordt door velen gezien als de beste voetballer die ooit voor AS Roma speelde en als een van de meest getalenteerde middenvelders ooit.
Bij SC Internacional won Falcão drie keer de Braziliaanse titel (1975, 1976 en 1979). In 1978 en 1979 werd hij verkozen tot Braziliaans voetballer van het jaar. In 1983 won hij met AS Roma de Italiaanse landstitel. Hij staat bij AS Roma bekend als "de achtste koning van Rome". Falcão speelde voor Brazilië op het WK 1982 en het WK 1986. Hij nam met zijn vaderland eveneens deel aan de Olympische Spelen 1972 in München, West-Duitsland.
In maart 2004 werd Falcão door Pelé verkozen in de lijst van 125 beste nog levende voetballers. Na zijn actieve loopbaan stapte hij het trainersvak in. Hij was onder meer bondscoach van Brazilië en Japan.

## Erelijst
SC Internacional
- Campeonato Brasileiro Série A

1975, 1976, 1979
- Bola de Ouro

1978, 1979
 AS Roma
- Serie A

1983
1 Carlos ·
2 Édson ·
3 Oscar ·
4 Edinho  ·
5 Falcão ·
6 Júnior ·
7 Müller ·
8 Casagrande ·
9 Careca ·
10 Zico ·
11 Edivaldo ·
12 Paulo Vítor ·
13 Josimar ·
14 Júlio César ·
15 Alemão ·
16 Mauro Galvão ·
17 Branco ·
18 Sócrates ·
19 Elzo ·
20 Paulo Silas ·
21 Valdo ·
22 Leão ·
Coach: Santana
- International Standard Name Identifier: 0000 0000 4710 8183
- Library of Congress Control Number: no2008019920
- Virtual International Authority File: 61344319
- WorldCat: E39PBJfh9vyJVwpwd6CFRy6qcP